# Big Kahuna Burger
Big Kahuna Burger är en fiktiv hamburgerkedja med hawaiianskt tema vars varor förekommer i flera filmer av och med anknytning till Quentin Tarantino. Designen till logotypen på förpackningarna är gjorda av den grafiska designern Jerry Martinez som är god vän med Quentin Tarantino. Jerry Martinez har även gjort den grafiska designen till cigarettmärket Red Apple, ett annat fiktivt varumärke som dyker upp i Quentin Tarantinos filmer Första gången syns förpackningarna i filmen De hänsynslösa när Michael Madsens rollfigur anländer till rånarnas mötesplats efter att först besökt ett snabbmatställe.
Kahuna är en förkristen hawaiiansk medicinman eller mästare. I surfingkulturen kallades den bäste surfaren i gänget eller på stranden för "The Big Kahuna", vilket populariserades i 60-talets filmer med surfingtema med början i filmen Flickan på badstranden från 1959. The Big Kahuna har därefter blivit ett skämtsamt ord för ledaren i olika gäng eller en anonym chef.
I filmen Pulp Fiction omnämns kedjan i dialogen som "..that's that hawaiian joint..", ungefär "..det är det där hawaiianska stället..", av Samuel L. Jacksons rollkaraktär Jules.
I filmen From Dusk Till Dawn från 1996 som är regisserad av Robert Rodríguez och till vilken Quentin Tarantino skrivit manus och spelar en av rollerna kommer George Clooneys rollfigur med mat från kedjan. I Robert Rodrigues På äventyr med Sharkboy och Lavagirl från 2005 finns åter referenser till kedjan.
Dessutom förekommer varumärket i Quentin Tarantinos filmer Death Proof och Four Rooms. När Romy & Michele – blondiner har roligare spelades in var Quentin Tarantino tillsammans med huvudrollsinnehavaren Mira Sorvino och hamburgerförpackningarna dyker upp i en av scenerna.
Flera restauranger har efter filmen Pulp Fiction salufört sina egna varianter på "en äkta Big Kahuna Burger".